# Бялутки
Бялутки (пол. Białutki) — село в Польщі, у гміні Блоне Варшавського-Західного повіту Мазовецького воєводства.
Населення — 89 осіб (2011).
У 1975-1998 роках село належало до Варшавського воєводства.

## Демографія
Демографічна структура станом на 31 березня 2011 року:
|          | Загалом | Допрацездатний вік | Працездатний вік | Постпрацездатний вік |
| -------- | ------- | ------------------ | ---------------- | -------------------- |
| Чоловіки | 44      | 5                  | 35               | 4                    |
| Жінки    | 45      | 11                 | 27               | 7                    |
| Разом    | 89      | 16                 | 62               | 11                   |